# Teebi-al-Saleh-Hassoon-Syndrom
Das Teebi-al-Saleh-Hassoon-Syndrom ist eine sehr seltene, letal verlaufende angeborene Erkrankung mit den Hauptmerkmalen einer Makrosomie, Mikrophthalmie und Gaumenspalte.
Synonyme sind: Makrosomie – Mikrophthalmie – Gaumenspalte; englisch Macrosomia with Microphthalmia, lethal; Macrosomia microphthalmia cleft palate.
Die Bezeichnung bezieht sich auf die Autoren der Erstbeschreibung aus dem Jahre 1989 durch den Humangenetiker Ahmad S. Teebi und Mitarbeiter.
Die Erkrankung gehört zu den Syndromalen Mikrophthalmien und ist nicht zu verwechseln mit dem Lubani-al-Saleh-Teebi-Syndrom (Zystische Fibrose mit Gastritis und Megaloblastenanämie).

## Verbreitung
Die Häufigkeit wird mit unter 1 zu 1.000.000 angegeben, Vererbungsmodus und Ursache sind nicht bekannt.

## Klinische Erscheinungen
Bislang wurde lediglich eine Familie beschrieben mit mehreren Kindern mit Makrosomie, ausgeprägter Mikrophthalmie und Versterben im frühen Kindesalter aufgrund von Atemwegsinfektionen.